# 藤枝方教
藤枝 方教（ふじえだ まさのり、明暦4年（1658年） - 享保11年9月25日（1726年10月20日））は、江戸時代中期の甲府藩甲府徳川家家臣で後に江戸幕府旗本寄合席。諱は方教。通称は帯刀。官名は若狭守。隠居号は相義。父は藤枝方孝。母は某氏。姉に立花種成室。正室は戸川安成（助七郎）の娘。伯母に順性院がいる。子は藤枝豊忠（帯刀）や徳山秀栄室など2男2女。甥は立花直時。

## 生涯
伯母は将軍徳川家光の側室で甲府藩主徳川綱重の生母、父は明暦元年（1652年）に甲府藩の家老に就任している。
寛文10年3月10日（1670年4月30日）に徳川家綱に初御目見えをする。元禄14年（1701年）に父の死を受けて家督と高2000石を相続し、元禄15年12月18日（1702年2月3日）に従五位下若狭守を叙任される。
宝永元年12月5日（1704年12月31日）に甲府藩主から徳川綱吉の養子となって江戸城西の丸に入った徳川家宣に従い、同年12月12日（1705年1月7日）に江戸幕府旗本寄合席に転じる。翌宝永2年1月7日（1705年2月1日）に武蔵国、相模国のうち高4000石を知行する。
宝永7年（1710年）刊行の一統武鑑では、江戸幕府寄合に「四千五百石　藤枝若狭守　父日向守　ゆしま天神下」と記載されている。
享保6年6月25日（1721年）に隠居し、享保11年（1726年）に死去。享年69歳。法名は日源。墓所は浅草幸龍寺。